# Paulo Bento
Paulo Jorge Gomes Bento (Lisboa, 20 de juny de 1969) és un exfutbolista i entrenador de futbol portuguès. Com a jugador ocupava la posició de migcampista defensiu.

## Com a jugador
Paulo Bento va militar a l'Estrela da Amadora, Vitória de Guimarães i SL Benfica del seu país natal. Posteriorment va disputar la lliga espanyola amb el Reial Oviedo. El seu darrer conjunt va ser l'Sporting Clube de Portugal, on va penjar les botes. Ací va assolir el doblet el 2002, sota la direcció de Laszlo Bölöni i amb companys com João Vieira Pinto o Mário Jardel, entre d'altres.
Amb la selecció portuguesa va disputar 35 partits internacionals, debutant un 15 de gener de 1992 contra Espanya. Es va retirar de la selecció al termini del Mundial del 2002. A banda d'aquest esdeveniment, el lisboeta també va aparèixer a l'Eurocopa del 2000, on va ser suspés per cinc mesos per mal comportament en el partit de semifinals contra França.

## Com a entrenador
Després de retirar-se, als 35 anys (amb partit d'homenatge inclòs), Paulo Bento va fer-se càrrec de l'equip juvenil de l'Sporting. El 2005 guanya el Campionat de la categoria, i a mitjans de la temporada 05/06, la destitució de José Peseiro li obri les portes del primer equip.
Tot i un qüestionable inici, el lisboeta va realitzar una bona segona part d'aquesta lliga, amb ratxes de victòria. Va quedar segons, després del FC Porto, i classificats per a la Lliga de Campions. Aquest resultat va consolidar Paulo Bento a la banqueta de l'Sporting.
Al juny del 2007 va renovar per dos anys més. La seua experiència amb els equips de base va servir per fer pujar un bon grapat de futbolistes del planter, com Nani, João Moutinho o Miguel Veloso. La temporada 06/07, va repeti subcampionat, a un sol punt del Porto, i va guanyar la Copa portuguesa, a l'imposar-se a l'Os Belenenses. També va guanyar la Supercopa.
La temporada 07/08, l'Sporting va perdre part de les seues peces clau a l'onze inicial. Va romandre segon a la taula de lliga, i va revalidar el títol de Copa i de Supercopa. Bento va dimitir com a entrenador de l'Sporting el 6 de novembre de 2009.

## Palmarès

### Jugador
- Estrela da Amadora
  - Copa portuguesa: 1989-90
- SL Benfica
  - Copa portuguesa: 1995-96
- Sporting CP:
  - Lliga portuguesa: 2001-02
  - Copa portuguesa: 2001-02
  - Supercopa portuguesa: 2002

### Entrenador
- Sporting CP:
  - Copa portuguesa: 2006-07,2007-08
  - Supercopa portuguesa: 2007, 2008